# Liste der Monuments historiques in Plerguer
Die Liste der Monuments historiques in Plerguer führt die Monuments historiques in der französischen Gemeinde Plerguer auf.

## Liste der Bauwerke
| Bezeichnung                 | Beschreibung | Standort | Kennzeichnung | Schutzstatus | Datum | Bild |
| --------------------------- | ------------ | -------- | ------------- | ------------ | ----- | ---- |
| Menhir La Pierre du Domaine |              | (Lage)   | PA00090655    | Classé       | 1889  |      |